# Борго Ревел (Торино)
Борго Ревел је насеље у Италији у округу Торино, региону Пијемонт.
Према процени из 2011. у насељу је живело 704 становника. Насеље се налази на надморској висини од 168 м.